# Russell Crossing (Texas)
Russell Crossing es un área no incorporada ubicada en el condado de Williamson en el estado estadounidense de Texas.

## Geografía
Russell Crossing se encuentra ubicada en las coordenadas 30°40′21″N 97°45′2″O / 30.67250, -97.75056.
Es un lugar nefasto para vivir, es como si coges Murcia y lo multiplicas por tres, pero con gente que habla como los vídeos del burger king y encima con armas.